# سومیت ویاس
سومیت ویاس (انگلیسی: Sumeet Vyas؛ زادهٔ ۲۷ ژوئیهٔ ۱۹۸۳) نویسنده و بازیگر هندی در بخش فیلم، سریال اینترنتی و تئاتر است. با ایفای نقش میکش چوداری در مجموعه اینترنتی هم‌اتاقی‌های همیشگی که تولید شرکت تی‌وی‌اف در سال ۲۰۱۴ بود، باعث شد تا نزد عموم معروف شود. از آن به بعد او به عنوان نقش مکمل در فیلم‌های انگلیش وینگلیش، پارچد، عروسی دوستان و اسلحه گودو در بالیوود بازی کرد. اولین نقش‌آفرینی او به عنوان بازیگر اصلی در فیلم درام روبان (۲۰۱۶) بود که بازی او مورد توجه منتقدان قرار گرفت. به غیر از فعالیت او در فیلم و برنامه‌های تلویزیون، او در کارهای تئاتر در هند هم به فعالیت مشغول است.

## فیلم‌شناسی
فیلم
| سال  | نام فیلم                          | نقش            | نکات                           | مرجع.  |
| ---- | --------------------------------- | -------------- | ------------------------------ | ------ |
| ۲۰۰۹ | جشن                               |                |                                |        |
| ۲۰۱۱ | تبعیض                             | معلم           |                                |        |
| ۲۰۱۲ | انگلیش وینگلیش                    | سلمان خان      |                                |        |
| ۲۰۱۲ | همسایه‌ها                          | سومیت          | فیلم کوتاه                     |        |
| ۲۰۱۳ | اورنگ‌زیب                          | ویشنو          |                                |        |
| ۲۰۱۳ | اویه تری                          |                | فیلم کوتاه                     |        |
| ۲۰۱۳ | کاجاریا                           | نیکیل          |                                | [ ۶ ]  |
| ۲۰۱۴ | بلوز                              | مستر جی        |                                |        |
| ۲۰۱۴ | اصلاح مو                          |                | فیلم کوتاه، نویسنده و کارگردان |        |
| ۲۰۱۵ | کابوی‌های راجستانی                 |                | فیلم کوتاه                     |        |
| ۲۰۱۵ | همه لو می‌روند (Sabki Bajegi Band) | آمیت           |                                |        |
| ۲۰۱۵ | پارچد                             | کیشان          |                                |        |
| ۲۰۱۵ | اسلحه گودو                        | لدو            |                                |        |
| ۲۰۱۷ | روبان                             | کاران مهرا     |                                | [ ۷ ]  |
| ۲۰۱۸ | استتار                            | کریشنا سینگ    | فیلم کوتاه                     |        |
| ۲۰۱۸ | عشق در هر فوت مربع                |                | نویسنده دیالوگ                 | [ ۸ ]  |
| ۲۰۱۸ | عروسی دوستان                      | ریشاب مالهوترا |                                | [ ۹ ]  |
| ۲۰۱۸ | هواپیماربایی                      | راکش           |                                | [ ۱۰ ] |
| ۲۰۱۹ | ساخت چین                          | دوراج          |                                |        |
| ۲۰۲۰ | بدون مکث                          | ساحل           | آمازون پرایم ویدئو             |        |
| ۲۰۲۳ | دختر چترفروش                      | ریشی کالرا     | زی‌۵                            |        |
| ۲۰۲۳ | خانم مخفی                         | آدم عادی       | زی‌۵                            |        |
| ۲۰۲۳ | شایعه                             | ویکرام سینگ    |                                |        |

مجموعه اینترنتی
| سال  | نام سریال | نقش        | پلت‌فرم              | نکات | مرجع. |
| ---- | --------- | ---------- | ------------------- | ---- | ----- |
| ۲۰۲۲ | تیرانداز  | آدیتیا دتا | دیزنی پلاس هات‌استار |      |       |